# Michel Aglietta
Pour les articles homonymes, voir Aglietta.
Michel Aglietta, né le 18 février 1938 à Chambéry et mort le 24 avril 2025 à Paris 13e, est un économiste français spécialiste des questions de régulation économique et cofondateur de la théorie de la régulation. 
Professeur émérite de sciences économiques à l'université Paris-Nanterre, il est également conseiller scientifique au CEPII, membre de l'Institut universitaire de France et professeur de macroéconomie au sein de la majeure Sustainability and Social Innovation de l'HEC Paris. Il est membre du Cercle des économistes et, de 1997 à 2003, du Conseil d’analyse économique auprès du Premier ministre. Il est nommé membre du Haut Conseil des finances publiques par le président du Sénat, Jean-Pierre Bel, le 28 février 2013.
Michel Aglietta travaille en particulier sur les nouvelles stratégies boursières sacrifiant l'emploi à la rentabilité et leurs conséquences macroéconomiques.
Michel Aglietta est l'un des fondateurs en 1976, avec Robert Boyer, de l'école de la régulation.

## Biographie

### Jeunesse et études
Diplômé de l'École polytechnique (Promotion X1959), sa sensibilité et son intérêt pour les éléments théoriques du débat politique le poussent à choisir, en 1961, l'ENSAE comme école d’application.
En octobre 1974, Michel Aglietta soutient sa thèse à l'université Paris 1 Panthéon-Sorbonne, intitulée Régulation du mode de production capitaliste dans la longue période. Prenant exemple des États-Unis (1870-1970). Elle fonde l'école de la régulation. Le jury de sa soutenance se compose des professeurs Raymond Barre, H. Brochier, Carlo Benetti, J. Weiller et Edmond Malinvaud.
Il est reçu à l'agrégation de sciences économiques en 1976.

### Parcours professionnel
En 1964, il commence sa carrière en tant qu'administrateur de l'Insee au sein de la division des programmes, division qui collabore alors avec le Commissariat général du Plan au moment où Charles de Gaulle pose la planification comme une obligation pour l’économie française. 
Il participe à la conception du premier modèle économétrique français qui s’appelait FIFI. 
Travaillant sur la croissance de moyen terme pour la planification française, il est concerné par le dépassement de la conception de la politique économique qui régnait à l’époque. Michel Aglietta juge donc utile pour rénover la théorie de la croissance et d’étudier les rapports entre économie et société dans l’histoire longue et dans un autre contexte, celui des États-Unis.
Introduit auprès de Kenneth Arrow par Edmond Malinvaud directeur de la direction de la recherche de l'Insee, il obtient une bourse de research fellow de l’Otan et se rend ainsi à l'université Harvard en octobre 1970. Il commence une recherche sur la croissance de longue période avec pour objectif d’étudier les grandes évolutions du capitalisme américain pour repérer des régimes de croissance historiquement situés et liés à des modes d’action publique et au développement des organisations de salariés dans la Grande Dépression. Il cherche notamment à expliquer la croissance soutenue de l’après-guerre par rapport à l’instabilité de l'entre-deux-guerres.

### Parcours professoral
Michel Aglietta donne, une fois son doctorat obtenu, des séminaires à l'Insee. Les sept chapitres de sa thèse y sont discutés. Ainsi, chaque mois a lieu une réunion sur un des chapitres. Un noyau dur de personnes venues de l’Insee, du CEPREMAP mais aussi des universités se forme, notamment Robert Boyer, Alain Lipietz, Bernard Billaudot, Benjamin Coriat et Jacques Mistral. À partir de ces réunions, Aglietta rédige le livre ''Régulation et crises du capitalisme''. À sa sortie, en 1976, ce livre a une certaine visibilité et est traduit assez rapidement.
Une fois reçu à l'agrégation, Michel Aglietta est nommé à l'université d'Amiens. Il y reste jusqu’en 1982, année où il rejoint l'université Paris Nanterre, qu'il ne quittera plus. Il enseigne également à l'Institut d'études politiques de Paris dans les années 1980.
Il est professeur, en 1979, de l'économiste post-keynésien français Edwin Le Héron.[réf. nécessaire]
Michel Aglietta a mené parallèlement à ses travaux universitaires des recherches au centre d'études prospectives et d'informations internationales (CEPII) et dans différents organismes monétaires et financiers. Il a notamment été conseiller auprès de la Banque de France, visiting fellow au département recherche de la Federal Reserve Bank of New York en 1995, consultant à la Compagnie parisienne de réescompte, puis chez Groupama Asset Management filiale de Groupama[réf. nécessaire]. Il s’est intéressé à partir de la fin des années 1970 d’une part à la théorie et l’histoire de la monnaie et d’autre part, à l'économie internationale dans le cadre des études poursuivies au CEPII pour comprendre les causes et les conséquences de la globalisation financière[réf. nécessaire].
Il est membre du Haut Conseil des finances publiques, professeur émérite de l’Université Paris Nanterre, professeur à HEC et chercheur au CEPII.
Au début des années 2010, après ses travaux sur la capitalisme de l'économie américaine puis la rédaction d'un ouvrage de macroéconomie, il continue d'étudier ce capitalisme, mais en Chine, et rédige avec Guo Bai, La voie chinoise (2012).
En 2024, cherchant à trouver des solutions à la crise écologique, il publie avec Étienne Espagne, Pour une écologie politique. Au-delà du Capitalocène.

## Apports
Il est un spécialiste d’économie monétaire internationale et connu pour ses travaux sur le fonctionnement des marchés financiers, qui ont permis de mieux connaître l'Histoire des bourses de valeurs. Il a dans plusieurs ouvrages souligné ce qu'il considère être des failles du système financier,. Son approche économique est englobante, et il considère qu'on ne peut l'étudier sans appréhender en même temps le social et le politique.
Aglietta a étudié les relations entre les structures des systèmes financiers et la croissance économique. La libéralisation financière engagée dans les années 1980 a été envisagée comme un moyen d'améliorer l'efficience des marchés financiers à un niveau mondial (la concurrence devait conduire à une allocation optimale des capitaux et à une baisse des taux d'intérêt) et finalement à la croissance. Mais pour Aglietta, le passage à une économie financière globalisée s'est accompagnée d'une instabilité cyclique et d'un risque de système (ou risque systémique). La défaillance d'un agent conduit par effet de contagion (ou effet mimétique) à une crise financière généralisée. Pour que la mobilité des capitaux serve véritablement l'économie réelle, Aglietta insiste sur la nécessité d'instaurer de nouvelles règles, de renforcer le contrôle prudentiel des marchés et de conduire des politiques contra-cycliques plus actives[réf. nécessaire]

## Réception critique
L'économiste Jacques Sapir a critiqué les opinions de Michel Aglietta dans son ouvrage Faut-il sortir de l'Euro. Il lui reproche notamment une « vision essentialiste » de la monnaie. Cette théorie présuppose que la simple existence d'une monnaie unique est suffisante pour créer l'homogénéité économique nécessaire à l'intégration d'une zone. Jacques Sapir souligne a contrario : « L'histoire des faits économiques montre qu'à chaque fois qu'un espace gagne en homogénéité, […] la divergence des dynamiques économiques entre régions s’accentue ». Sur ce point les opinions de Michel Aglietta et Jacques Sapir convergent, mais Michel Aglietta estime que le problème de la divergence peut être résolu par l'existence d'un budget fédéral (comme aux États-Unis) et plaide donc en faveur de cette solution, tandis que Jacques Sapir estime que l'opinion européenne n'est pas prête pour un tel projet.

## Prises de positions

### Soutiens politiques
Lors de l'élection présidentielle française de 2012, il signe l'appel des économistes en soutien au candidat François Hollande en raison de « la pertinence des options [proposées], en particulier pour ce qui concerne la reprise de la croissance et de l'emploi »,.
Durant la campagne pour l'élection présidentielle française de 2017, il conseille Arnaud Montebourg jusqu'à sa défaite aux primaires de la gauche. 

### Critique du programme du Front national
Il critique le programme économique de Marine Le Pen et explique que « en cas de retour au franc, l'agriculture française serait moins compétitive et la facture des importations de biens manufacturés serait plus salée ».

## Récompenses et distinctions

### Décoration
- Chevalier de la Légion d'honneur[18] (31 décembre 2015)

### Prix et autres reconnaissances
- Membre de l'Institut universitaire de France[19] (2000-2005)
- Juin 1995 : prix de l’Économiste de l’année décerné par Le Nouvel Économiste[réf. nécessaire]
- Février 2005 : prix européen du livre d’économie[réf. nécessaire]

## Principaux ouvrages
- Régulation et crises du capitalisme, 1976-1997
- La Violence de la monnaie, avec André Orléan, 1984
- Macroéconomie financière, 1995-2005
- La Monnaie souveraine, avec André Orléan, Odile Jacob, 1998
- La Monnaie : entre violence et confiance, avec André Orléan, Odile Jacob, 2002
- Dérives du capitalisme financier, 2004
- Désordres dans le capitalisme mondial, avec Laurent Berrebi, Odile Jacob, 2007
- La Crise, 10 questions posées par Pierre Luc Séguillon, Michalon, 2008 (nouvelle édition augmentée, 2010)
- Crise et rénovation de la finance, avec Sandra Rigot, Odile Jacob, 2009
- Les Hedge funds, piliers ou fossoyeurs de la finance, Perrin, 2010
- Zone euro: éclatement ou fédération, 10 questions posées par Richard Robert, Michalon, 2012
- La Voie chinoise, capitalisme et empire, avec Guo Bai, Odile Jacob, 2012
- Un New Deal pour l'Europe, avec Thomas Brand, Odile Jacob, 2013
- Le Dollar et le système monétaire international avec Virginie Coudert, La Découverte, 2014
- Europe : sortir de la crise et inventer l'avenir, Michalon, 2014
- La Monnaie : Entre dettes et souveraineté, avec Pepita Ould Ahmed et Jean-François Ponsot, Odile Jacob, 2016
- Capitalisme – Le temps des ruptures, Odile Jacob, nov. 2019
- Le futur de la monnaie, avec Natacha Valla, Odile Jacob, 2021